# أندري زيليازكوف
أندري جيليازكوف (بالبلغارية: Андрей Желязков) ولد 9 يوليو 1952 في رادنيفو): لاعب كرة قدم بلغاري سابق كان يلعب في خط الوسط.
لعب في بلغاريا لنادي مينيور رادنيفو ونادي سلافيا صوفيا، ولعب في هولندا لنادي فاينورد ونادي ستراسبورغ الفرنسي ، ونادي بيرسخوت آ سي البلجيكي، ولعب للمنتخب البلغاري. وشارك في كأس العالم لكرة القدم 1986. فاز مع نادي فاينورد ببطولتين عام 1984 يوهان كرويف ورود خوليت. ومع سلافيا صوفيا فاز بكأس بلغاريا في 1975 و1980 وصل إلى مرتين للنهائي عامي 1972 و1981. وكان يحمل لقب الهداف في نادي سلافيا صوفيا. لعب 338 مباراة دولية وسجل 136 هدف.

## وصلات خارجية
- أندري زيليازكوف على موقع الاتحاد الدولي (مؤرشف)  (الإنجليزية)
- أندري زيليازكوف على موقع الاتحاد الأوربي (الإنجليزية)
- أندري زيليازكوف على موقع قاعدة بيانات كرة القدم.إي يو (الإنجليزية)
- أندري زيليازكوف على موقع ناشيونال فوتبول تيمز (الإنجليزية)
- أندري زيليازكوف على موقع عالم كرة القدم.نت (الإنجليزية)